# Launaea
 Launaea  Cass., 1822 è un genere di piante angiosperme dicotiledoni della famiglia delle Asteraceae.

## Etimologia
Il nome scientifico del genere è stato definito per la prima volta dal botanico Alexandre Henri Gabriel de Cassini (1781-1832) nella pubblicazione " Dictionnaire des Sciences Naturelles, dans lequel on traite méthodiquement des différens êtres de la nature, considérés soit en eux-mêmes, d'aprés l'état actuel de nos connoissances, soit relativement à l'utilité quén peuvent retirer la médecine, l'agriculture, le commerce et les arts. Strasbourg. Edition 2" ( Dict. Sci. Nat., ed. 2. [F. Cuvier] 25: 321) del 1822.

## Descrizione

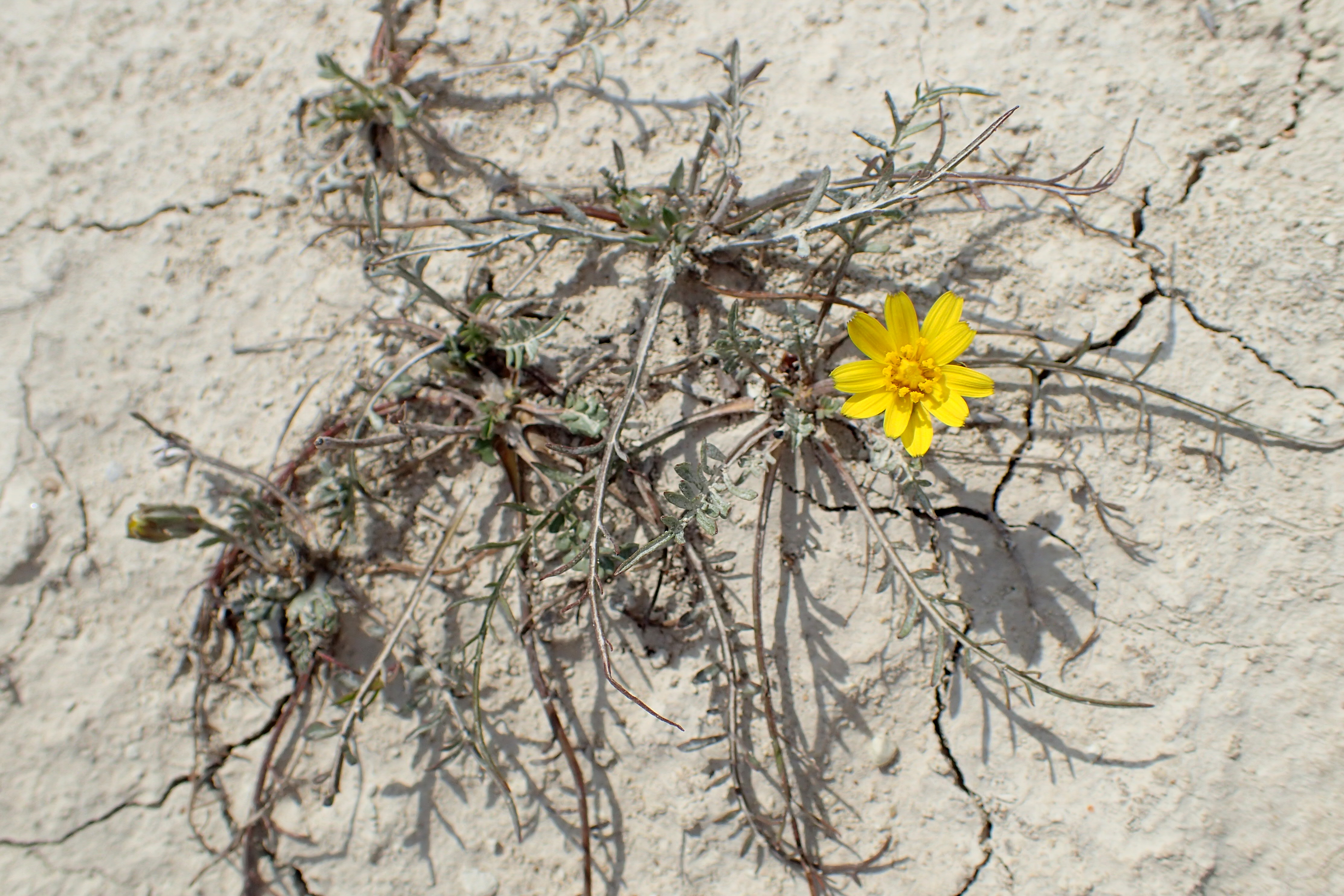
Il portamento
Launaea fragilis

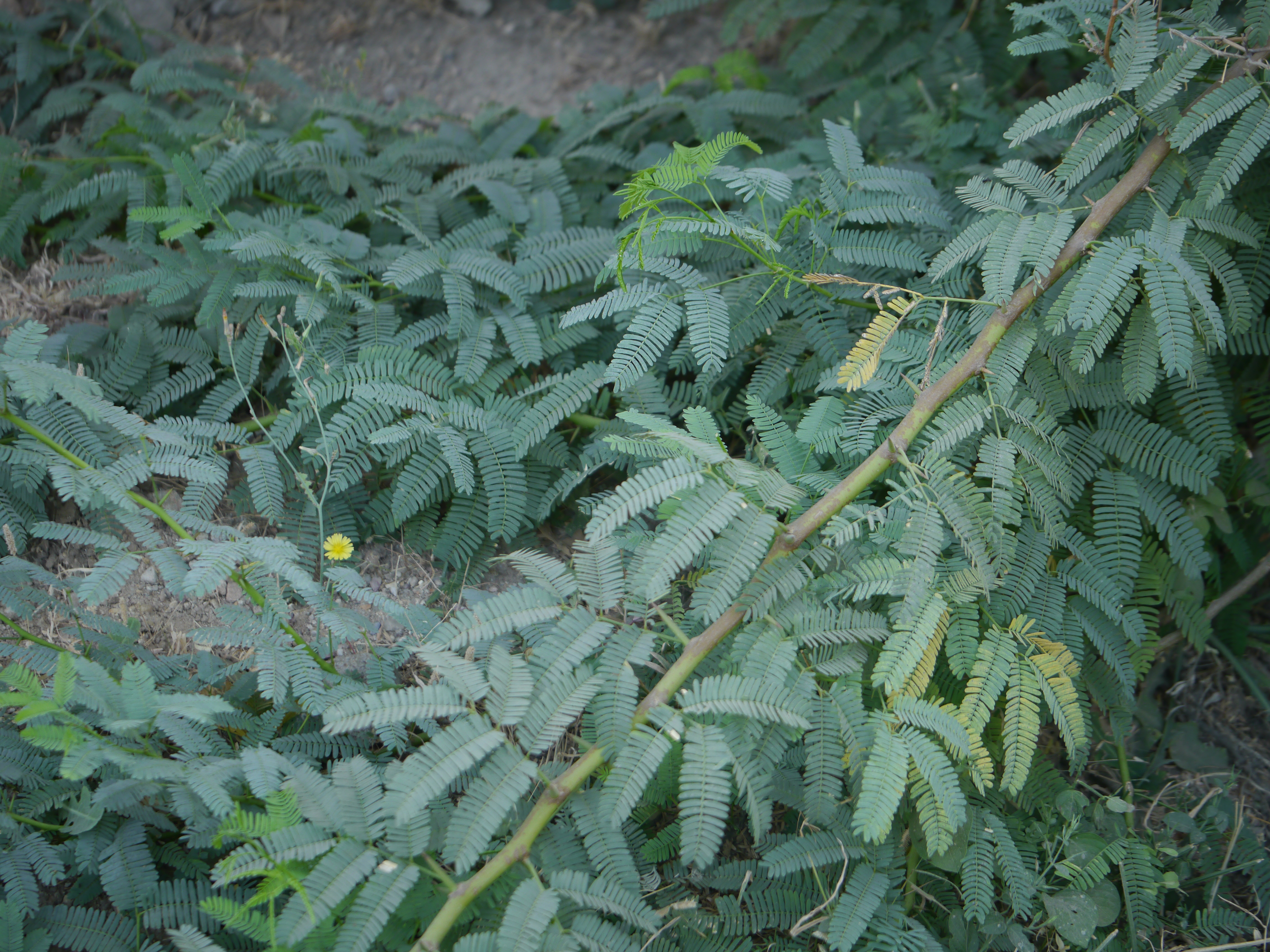
Le foglie
Launaea procumbens

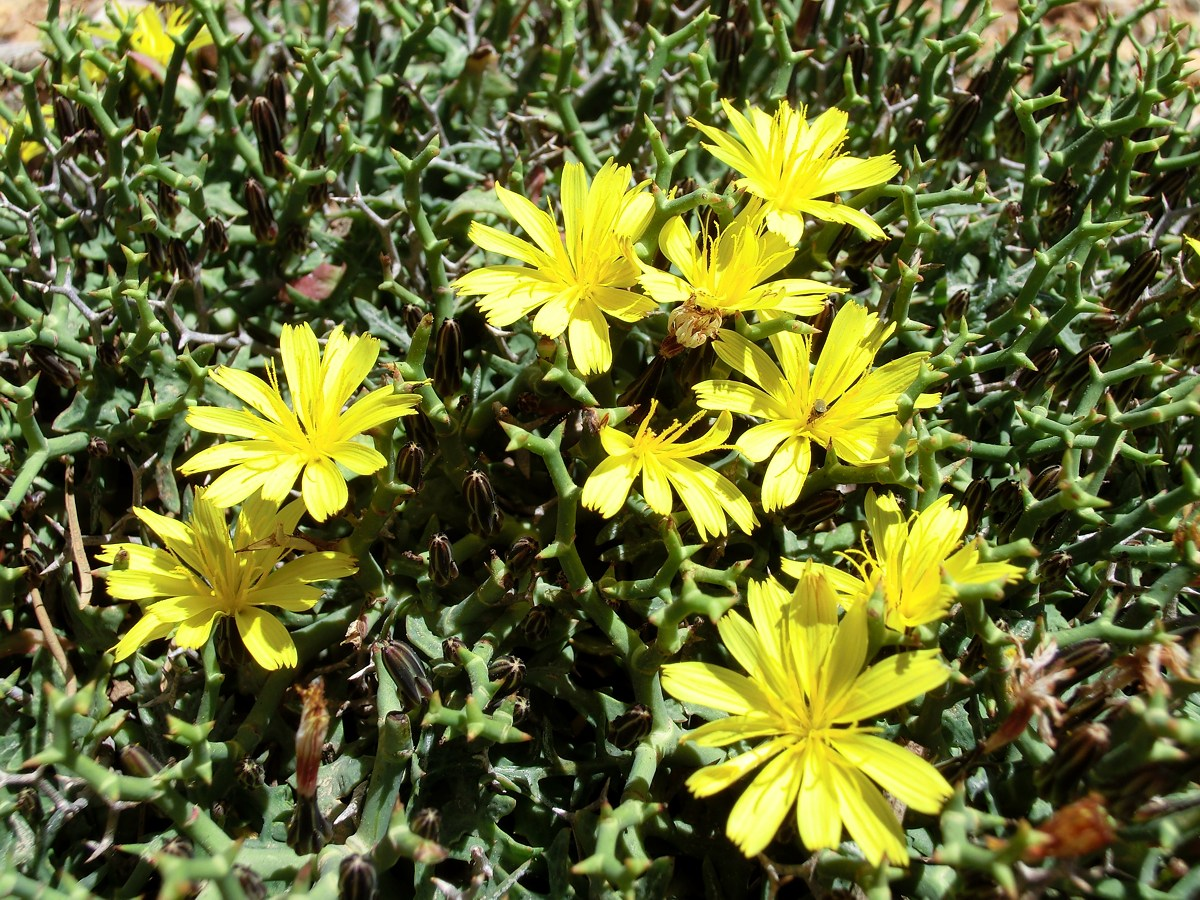
Infiorescenza
Launaea cervicornis

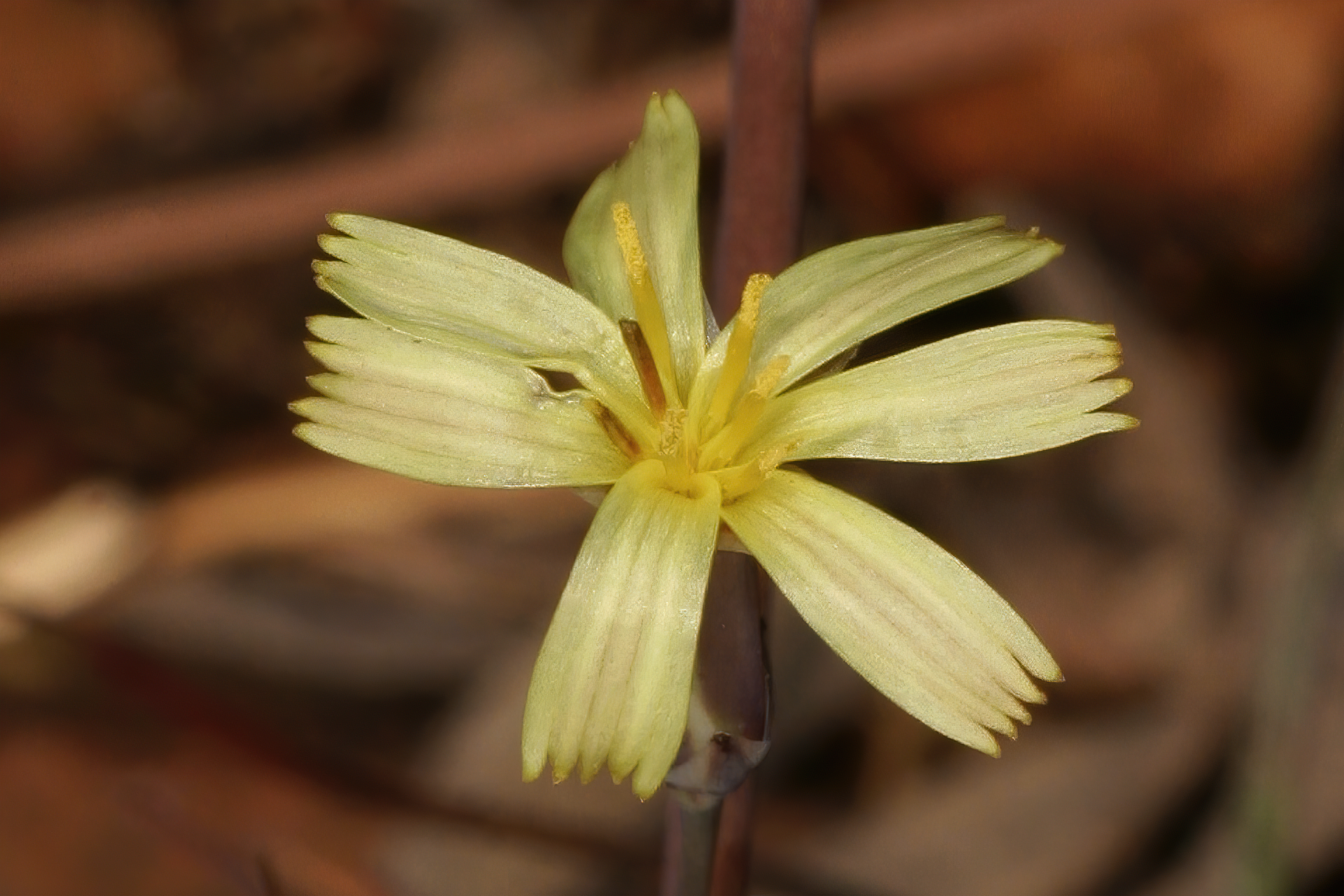
I fiori
Launaea rarifolia

Habitus. Queste piante sono caratterizzate da specie con cicli biologici annui o perenni (anche bienni) e portamenti soprattutto erbacei (anche rosulati e acaulescenti), subarbustivi o piccoli arbustivi. Negli organi interni sono presenti dei canali laticiferi. In genere queste piante sono glabre.
Fusto. I fusti sono eretti o ascendenti-eretti, inclinati o striscianti (a volte si formano dei cuscinetti erbacei), ramosi o semplici. Le radici in sono di tipo fittonante; occasionalmente queste piante possono essere stolonifere.
Foglie. Le foglie possono essere sia basali (in rosette) che cauline (in questo caso sono disposte in modo alterno). Spesso sono sessili o amplessicauli con auricole. La lamina può essere sia intera (con margini aciculati-denticolati) che divisa (da sinuato-dentate o runcinate a pennate divise); in alcune specie le foglie sono spinose; la consistenza può essere coriacea o (raramente) succulenta.
Infiorescenza. L'infiorescenza, corimboforme o panicolata, è formata da un (o diversi) capolino snello da subsessile a peduncolato (i peduncoli non sono ingrossati nella parte apicale). I capolini, solamente di tipo ligulifloro (ossia radiati), sono formati da un involucro, normalmente a forma strettamente cilindrico-campanulata, all'interno del quale un ricettacolo fa da base ai fiori ligulati. L'involucro è composto da diverse brattee embricate e scalate disposte in una-due serie. Le brattee hanno delle forme più o meno lanceolata con, in alcuni casi, margini membranosi o traslucidi; nelle file più esterne le brattee sono più corte. Il ricettacolo, piatto o leggermente convesso, è nudo (senza pagliette).
Fiori. I fiori, da 5 a 40, sono tetra-ciclici (ossia sono presenti 4 verticilli: calice – corolla – androceo – gineceo) e pentameri (ogni verticillo ha in genere 5 elementi). I fiori sono inoltre ermafroditi, fertili e zigomorfi. Possono essere presenti corolle di tipo tubolare.
- Formula fiorale:

*/x K {\displaystyle \infty }, [C (5), A (5)], G 2 (infero), achenio
- Calice: i sepali del calice sono ridotti ad una coroncina di squame.
- Corolla: le corolle sono formate da una ligula terminante con 5 denti; il colore è giallo (sono eventualmente arrossate sui bordi o porpora esternamente); la superficie può essere sia pubescente che glabra. Lunghezza della ligula: 6 – 20 mm.
- Androceo: gli stami sono 5 con filamenti liberi e distinti, mentre le antere, sagittate, sono saldate in un manicotto (o tubo) circondante lo stilo.[13] Le antere sono caudate e alla base sono acute con corte auricole. Il polline è tricolporato.[14]
- Gineceo: lo stilo è filiforme. Gli stigmi dello stilo sono due divergenti e ricurvi con la superficie stigmatica posizionata internamente (vicino alla base).[15] L'ovario è infero uniloculare formato da 2 carpelli.

Frutti. I frutti sono degli acheni con pappo. Gli acheni, di colore bruno pallido a biancastro, sono troncati all'apice e raramente hanno un becco. La forma, da ellissoide-fusiforme a oblunga-obovoide, può essere compressa e più o meno appiattita; hanno 5 coste principali più altre (2) secondarie; i margini sono di vario tipo (gli acheni di questo genere sono dimorfici): scabri, papillosi, rostrati, trasversalmente rugosi o lisci e glabri. Il carpoforo non è mai anulare. Il pappo (bianco), in genere formato da setole o peli cotonosi.

## Biologia
- Impollinazione: l'impollinazione avviene tramite insetti (impollinazione entomogama tramite farfalle diurne e notturne).
- Riproduzione: la fecondazione avviene fondamentalmente tramite l'impollinazione dei fiori (vedi sopra).
- Dispersione: i semi (gli acheni) cadendo a terra sono successivamente dispersi soprattutto da insetti tipo formiche (disseminazione mirmecoria). In questo tipo di piante avviene anche un altro tipo di dispersione: zoocoria. Infatti gli uncini delle brattee dell'involucro si agganciano ai peli degli animali di passaggio disperdendo così anche su lunghe distanze i semi della pianta.

## Distribuzione e habitat
La distribuzione delle specie di questo genere è principalmente nel Vecchio Mondo: Europa meridionale, Africa, Asia temperata e meridionale e Australia.

## Tassonomia
La famiglia di appartenenza di questa voce (Asteraceae o Compositae, nomen conservandum) probabilmente originaria del Sud America, è la più numerosa del mondo vegetale, comprende oltre 23.000 specie distribuite su 1.535 generi, oppure 22.750 specie e 1.530 generi secondo altre fonti (una delle checklist più aggiornata elenca fino a 1.679 generi). La famiglia attualmente (2021) è divisa in 16 sottofamiglie.

### Filogenesi

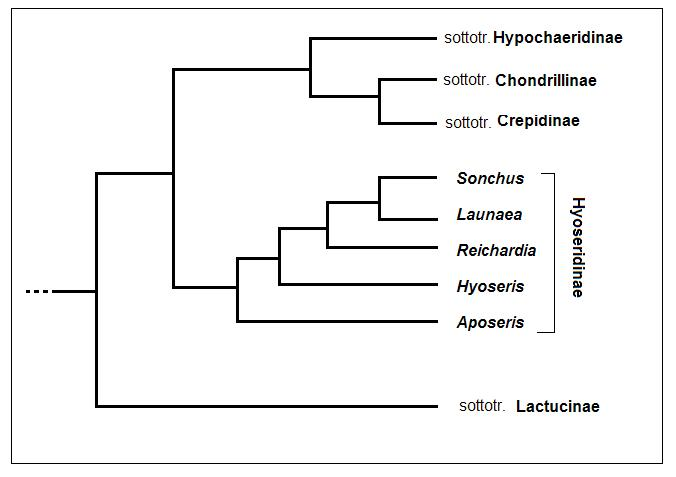
Cladogramma della sottotribù Hyoseridinae

Il genere di questa voce appartiene alla sottotribù Hyoseridinae della tribù Cichorieae (unica tribù della sottofamiglia Cichorioideae). In base ai dati filogenetici la sottofamiglia Cichorioideae è il terz'ultimo gruppo che si è separato dal nucleo delle Asteraceae (gli ultimi due sono Corymbioideae e Asteroideae). La sottotribù Hyoseridinae fa parte del "quarto" clade della tribù; in questo clade è in posizione "basale" vicina alla sottotribù Lactucinae.
I caratteri più distintivi per questa sottotribù (e quindi per i suoi generi) sono:
- le foglie delle rosette basali sono profondamente dentate;
- la forma dell'achenio varia da ellissoide-fusiforme a oblunga-obovoide;
- il pappo può essere dimorfico (formato da setole e peli cotonosi);
- il pappo è formato da setole sottili e flessibili.

Il genere Launaea insieme ai generi Sonchus, Hyoseris,  Reichardia e Aposeris formano un gruppo fortemente monofiletico (e formano la sottotribù Hyoseridinae). In questo gruppo Launaea, da un punto di vista filogeneico, si trova nel "core" della sottotribù e risulta “fratello” del genere Sonchus. Il cladogramma a lato dimostra graficamente i vari rapporti filogenetici tra i generi della sottotribù e tra le sottotribù “vicine”.
Questo genere è polimorfo ed è simile al genere Hieracium, ma si distingue per le brattee esterne dell'involucro con larghi margini membranosi e gli acheni dalla forma subcilindrica con 4 dentelli basali.
I caratteri distintivi per le specie di questo genere sono:
- i peduncoli non sono ingrossati nella parte apicale;
- i margini degli acheni (gli acheni sono dimorfici) sono scabri, papillosi, rostrati, trasversalmente rugosi o eventualmente lisci e troncati;
- gli acheni in generale hanno 5 coste principali e 4 dentelli basali.

Il genere è suddiviso in diverse sezioni, alcune elencate di seguito con i relativi numeri cromosomici di base:
- sect. Zollikoferia: 2n = 16 (poliploidia e tetraploidia).
- sect. Acanthosonchus: 2n = 10, 12 e 14.
- sect. Cornutae: 2n = 10, 12 e 14.
- sect. Launaea: 2n = 18 (poliploidia e tetraploidia).
- sect. Microrhynchus: 2n = 18 (poliploidia, tetraploidia e esaploidia).
- sect. Cervicornes: 2n = 18.
- sect. Pseudosonchus

I numeri cromosomici delle specie del genere sono: 2n = 10, 12, 14, 16 e 18 (diploidi, tetraploidi e esaploidi).
In precedenti trattazioni il genere di questa voce era descritto all'interno della sottotribù Sonchinae K.Bremer, 1993 (nome obsoleto).

### Elenco delle specie
Questo genere ha 55 specie:
- Launaea acanthodes (Boiss.) Kuntze
- Launaea acaulis (Roxb.) Babc. ex Kerr
- Launaea almahrahensis N.Kilian
- Launaea amal-aminiae  N.Kilian
- Launaea angolensis  N.Kilian
- Launaea angustifolia (Desf.) Kuntze
- Launaea arborescens (Batt.) Murb.
- Launaea aspleniifolia (Willd.) Hook.f.
- Launaea benadirensis
- Launaea bornmuelleri (Hausskn. ex Bornm.) Bornm.
- Launaea brunneri (Webb) Amin ex Boulos
- Launaea cabrae (De Wild.) N.Kilian
- Launaea capitata (Spreng.) Dandy
- Launaea castanosperma  F.G.Davies
- Launaea cervicornis (Boiss.) Font Quer & Rothm.
- Launaea cornuta (Hochst. ex Oliv. & Hiern) C.Jeffrey
- Launaea crassifolia (Balf.f.) C.Jeffrey
- Launaea crepoides  Balf.f.
- Launaea fragilis (Asso) Pau
- Launaea gorgadensis (Bolle) N.Kilian
- Launaea hafunensis  Chiov.
- Launaea intybacea (Jacq.) Beauverd
- Launaea korovinii (Popov) Popov ex Pavlov
- Launaea lackii  N.Kilian
- Launaea lanifera  Pau
- Launaea massauensis (Fresen.) Sch.Bip. ex Kuntze
- Launaea microcephala  Hook.f.
- Launaea mucronata (Forssk.) Muschl.
- Launaea nana (Baker) Chiov.
- Launaea nudicaulis (L.) Hook.f.
- Launaea oligocephala  Bornm.
- Launaea omanensis  N.Kilian
- Launaea petitiana (A.Rich.) N.Kilian
- Launaea picridioides  B.L.Rob.
- Launaea platyphylla  Rech.f.
- Launaea polydichotoma (Ostenf.) Amin ex N.Kilian
- Launaea procumbens (Roxb.) Ramayya & Rajagopal
- Launaea pseudoabyssinica (Chiov.) N.Kilian
- Launaea pumila (Cav.) Kuntze
- Launaea quercifolia  Pamp.
- Launaea quettaensis  N.Kilian
- Launaea rarifolia (Oliv. & Hiern) Boulos
- Launaea rhynchocarpa (Balf.f.) B.Mies
- Launaea rogersii (Humbert) Humbert & Boulos
- Launaea rueppellii (Sch.Bip.) Amin ex Boulos
- Launaea sarmentosa (Willd.) Kuntze
- Launaea secunda  Hook.f.
- Launaea socotrana  N.Kilian
- Launaea spinosa (Forsk.) Sch.Bip. ex Kuntze
- Launaea stenocephala (Boiss.) Kuntze
- Launaea stocksiana (Boiss.) Kuntze
- Launaea taraxacifolia (Willd.) Amin ex C.Jeffrey
- Launaea thalassica  N.Kilian, Brochmann & Rustan
- Launaea viminea (Batt.) Maire
- Launaea violacea (O.Hoffm.) Boulos

### Specie della flora italiana
Elenco delle specie presenti nella flora spontanea italiana:
- Launaea fragilis (Asso) Pau - Launea fragile: le foglie sono carnose ma non spinulose; gli acheni esterni sono lunghi 5 - 7 mm ed hanno 4 coste. L'altezza massima della pianta è di 2 - 3 dm; il ciclo biologico è perenne; la forma biologica è camefita fruticosa (Ch frut); il tipo corologico è Saharo-Sindica; l'habitat tipico sono le dune marittime e entroterra; in Italia è una specie rara e si trova in Sicilia.
- Launaea nudicaulis (L.) Hook.f. - Launea nudicaule: le foglie sono spinulose sui bordi; gli acheni esterni sono lunghi 3 - 4 mm ed hanno 6 coste. L'altezza massima della pianta è di 1 - 6 dm; il ciclo biologico è perenne; la forma biologica è emicriptofita bienne (H bienn) / emicriptofita rosulata (H ros); il tipo corologico è Sud Mediterraneo / Saharo-Sindica; l'habitat tipico sono le garighe litorali in ambienti subsalsi; in Italia è una specie molto rara e si trova nell'isola di Lampedusa.

### Sinonimi
Sono elencati alcuni sinonimi per questa entità:
- Acanthosonchus (Sch.Bip.) Kirp.
- Ammoseris Endl.
- Brachyramphus  DC.
- Dianthoseris  Sch.Bip.
- Heterachaena  Fresen.
- Hexinia  H.L.Yang
- Launaya  Rchb.
- Launea  Endl.
- Lomatolepis  Cass.
- Microrhynchus  Less.
- Paramicrorhynchus  Kirp.
- Rhabdotheca  Cass.
- Trachodes  D.Don
- Zollikoferia  DC.